# بیکامپور
بیکامپور (به لاتین: Bhikampur) یک روستا در بنگلادش است که در استان باریسال و در ناحیه پیروج‌پور واقع شده است.